# Irénée Du Pont (schip, 1941)
De Irénée Du Pont was een Amerikaans stoomvrachtschip (Type C-2) van 6.125 ton, dat in de Tweede Wereldoorlog door een Duitse onderzeeboot werd getorpedeerd.

## Geschiedenis
Het schip werd in 1941 afgewerkt op de scheepswerf van Newport Shipbuilding & Dry Dock Co. Newport News, Virginia. De eigenaar was International Freighting Co. Inc, New York, met als thuishaven Wilmington. Haar algemene lading bedroeg 5.800 ton, met als lading, 3.200 ton olie en 11 middelgrote deels gedemonteerde bommenwerpers als deklading. De bemanning bedroeg 84 manschappen. Toen ze samen met het konvooi HX-229 vertrok, bestond de reisroute vanuit New York, op 8 maart 1943, naar Liverpool, Groot-Brittannië. De Irénée Du Pont was een van de fatale uitvallers van konvooi HX-229.
Het schip werd genoemd naar Irénée du Pont (1876-1963), deze was een Amerikaans chemicus, zakenman, voorzitter en directeur van het rijke familiebedrijf DuPont.
Omstreeks 05.56 uur op 17 maart 1943, vuurde de U-600, die  onder bevel van Krvkpt. Bernhard Zurmühlen stond, een spreidschot af van vier FAT-torpedo's naar konvooi HX-229 die op dat moment in positie 50°36’ N./34°30’ W. opstoomde in de Atlantische Oceaan. De U-600 nam torpedotreffers waar, midscheeps van de Nariva in colonnepost 91 en nog twee rake torpedo's op de Irénée Du Pont in collonepost 81 waardoor ze in brand vloog. Er werd nog een explosie gehoord, en dit was de treffer op de Southern Princess, die eveneens in brand vloog en in de loop van de ochtend zonk. Om 05.58 uur, werd een torpedo vanuit de stern afgevuurd en werd er een treffer op een ander vrachtschip waargenomen die haar eveneens midships trof, en die het schip na 10 minuten liet zinken, maar dit kon niet uit geallieerde bronnen worden bevestigd. De U-bootcommandanten konden hun lanceringen niet volgen omdat ze moesten wegduiken voor hun eigen afgeschoten FAT-torpedo's.
Om 08.39 uur diezelfde dag, vuurde de U-91 van Heinz Walkerling een spreidschot af van drie torpedo's op sommige schepen die achteraan het konvooi voeren en die eveneens in brand vlogen. Men hoorde nog twee doffe klappen onder water, één op een varend vrachtschip en de andere op een brandend en al gestopt liggend vrachtschip. Deze knallers waren afkomstig van de Nariva en Irénée Du Pont, die de Nariva tot zinken bracht op positie 51°0’5 N. en 33°55’ W. en waargenomen werd door de U-91, in de middag en gemeld om 16.08 uur in een radiobericht naar het Duitse Oppercommando. De Irénée Du Pont dreef echter nog rond tussen het konvooi.
De Irénée Du Pont, met kapitein Christian Simonson als gezagvoerder, werd getroffen door twee torpedo's in haar stuurboordzijde in ruim 2 en 3. De explosies schakelden de generatoren uit, overstroomde beide generatoren en ten slotte overstroomde langzaam de gehele motorruimte. Tien officieren, 39 bemanningsleden, 26 kanonniers (het schip werd bewapend met één 5-inch-, één 3-inch- en acht 20mm-kanonnen) en negen passagiers (marinepersoneel) verlieten het schip, 45 minuten na de torpedo-inslagen in twee reddingsboten en drie vlotten. Enkele mensen sprongen overboord omdat een derde reddingsboot volgeladen was met overlevenden. Andere vlotten konden niet overboord worden gelaten door bepaalde omstandigheden. Zes kanonniers, zes zeelui en één passagier verdronken.
Het koopvaardijschip Tekoa pikten 56 overlevenden uit zee op en HMS Mansfield (G 76) redde 15 anderen, van wie één later stierf en daarna op zee werd begraven. Het korvet HMS Anemone (K 48) probeerde om de brandende Irénée Du Pont met 4-inch geschutsvuur en een dieptebom te doen zinken, maar het schip bleef drijven en werd later alsnog in de grond geboord door de U-91.
Kapitein Simonson van de Irénée Du Pont vroeg voordien om het konvooi te verlaten aangezien zijn schip nog 16 knopen (29 km/u) kon halen, maar deze toestemming werd hem geweigerd. Het lot werd bezegeld door de U-91 van Heinz Walkerling op positie 50°38’ N. en 34°46’ W. 14 man vonden de dood en 70 overlevenden werden gered uit deze scheepsramp.